# Oxyidris antillana
Oxyidris antillana är en myrart som beskrevs av Wilson 1985. Oxyidris antillana ingår i släktet Oxyidris och familjen myror. Inga underarter finns listade i Catalogue of Life.